# John Hagelin
 (novembre 2024).
John Samuel Hagelin, né le 9 juin 1954 à Pittsburgh (États-Unis), est un physicien et professeur de méditation transcendantale contesté dès les années 1990 pour ses contributions au mysticisme quantique jugées par certains comme pseudo-scientifiques et qui l'ont mené au ban de la communauté scientifique.
En 1981, Hagelin obtient un doctorat en physique à Harvard et est engagé l'année suivante comme chercheur postdoctoral au Centre de l'accélérateur linéaire de Stanford (États-Unis). Aux prises avec des problèmes personnels, il disparaît subitement pour refaire surface l'année suivante en tant que  professeur de physique à la Maharishi International University (en) située à Fairfield (Iowa, États-Unis) et créée par Maharishi Mahesh Yogi, le « gourou des Beatles » fondateur  du mouvement de Méditation transcendantale. Hagelin prétend que le champ unifié de la physique est identique à la « conscience pure » expérimentée au cours de la méditation transcendantale et n'est en fait rien d'autre que l'esprit même de l'observateur.
Ces « théories » ont valu les foudres de la communauté des sciences physiques, rendant furieux ses anciens collaborateurs, dont le directeur du CERN qui lui a demandé « de cesser de mélanger MT et SU(5) ». Il est accusé de déformer l'information scientifique. La légitimité d'une distinction obtenue par Hagelin en 1992, le prix Kilby (en), pour ses travaux dans le domaine de la Grande unification supersymétrique est remise en cause, et il a été lauréat du prix IgNobel de la paix, parodique, en 1994, pour avoir conclu « de manière expérimentale que 4 000 méditants entraînés avaient permis une diminution de 18 % de la criminalité violente à Washington D.C. ».
À partir de 1992, Hagelin s'engage également dans une carrière politique et brigue la présidence des États-Unis pour apporter la paix mondiale par la pratique de la méditation transcendantale. À la tête du Natural Law Party, il a concouru à trois reprises aux élections présidentielles, remportant tout au plus 0,12 % des votes (en 1996).

## Biographie

### Jeunesse
John Hagelin naît le 9 juin 1954 à Pittsburgh (États-Unis), fils de Mary Lee Stephenson, institutrice, et Carl William Hagelin, un homme d'affaires. 
En 1970, alors qu'il est étudiant à la Taft School (en) de Watertown (Connecticut, États-Unis), il est victime d'un grave accident de moto qui le maintiendra plâtré de la tête aux pieds durant de nombreux mois. C'est à cette époque qu'il commence à s'intéresser à la physique quantique et à la Méditation Transcendantale (la MT), et c'est dans l'infirmerie de cet établissement qu'il sera initié à cette dernière.
Plus tard, Hagelin rejoint le Dartmouth College à Hanover dans le New Hampshire où il obtient en 1975 un diplôme de premier cycle summa cum laude (avec la plus grande distinction) en physique. À l'issue de sa première année, son intérêt pour la Méditation Transcendantale l'avait mené à Vittel (France) où il apprit à enseigner cette dernière.

### Un début de carrière en physique
John Hagelin étudie à Harvard sous la direction de Howard Georgi et obtient sa maîtrise en 1976 et son doctorat en 1981. Ayant déjà publié quelques « articles sérieux » au cours de ses études, il occupe une place de postdoc au Centre de l'accélérateur linéaire de Stanford (États-Unis), de 1982 à 1983, qu'il abandonne soudainement alors qu'il a des problèmes personnels. Il reçoit le prix Kilby (en) en 1992.

### Mysticisme quantique
Pour un article plus général, voir Mysticisme quantique.
Incité par Maharishi Mahesh Yogi, il développe un parallèle entre la théorie des supercordes, qui tente d'unifier toutes les théories de la physique, avec ce qu'il appelle le « champ unifié de la conscience », un champ transcendantal identique à la « conscience pure » de la tradition védique expérimentée au cours de la Méditation transcendantale et que la pratique de cette dernière permettrait de « contacter ».
Accusé de « déformer la science pour correspondre aux idées d'un gourou », Hagelin s'attire les foudres d'une partie de la communauté des sciences physiques, rendant furieux ses anciens collaborateurs, dont le directeur du CERN, qui lui a demandé « de cesser de mélanger MT et SU(5) ». Peter Woit écrit à son égard que « pratiquement tous les physiciens théoriques dans le monde rejettent tout cela comme un non-sens et le travail d'un cinglé, mais le cas de Hagelin montre que les cinglés peuvent avoir des doctorats du Département de physique de Harvard et un grand nombre de papiers fréquemment cités publiés dans les meilleures revues de physique théorique ».
Il a participé à un docu-fiction controversé pour son caractère pseudo-scientifique et considéré comme un exemple dans le domaine du mysticisme quantique, « Que sait-on vraiment de la réalité !? », sorti en novembre 2007.

#### L' «effet Maharishi»
L'« effet Maharishi » est une prédiction établie par le mouvement MT, que lorsqu'un pour cent d'une ville pratique la Méditation transcendantale, le taux de criminalité baisserait en moyenne de 16 %. En 1988, David Orme-Johnson (en), chercheur affilié au mouvement MT, publie dans le Journal of Conflict Resolution (en) un article visant à démontrer les effets provoqués par la pratique de groupe de la Méditation transcendantale, démonté point par point par la suite pour des erreurs méthodologiques grossières qui auraient dû empêcher la publication de telles assertions.

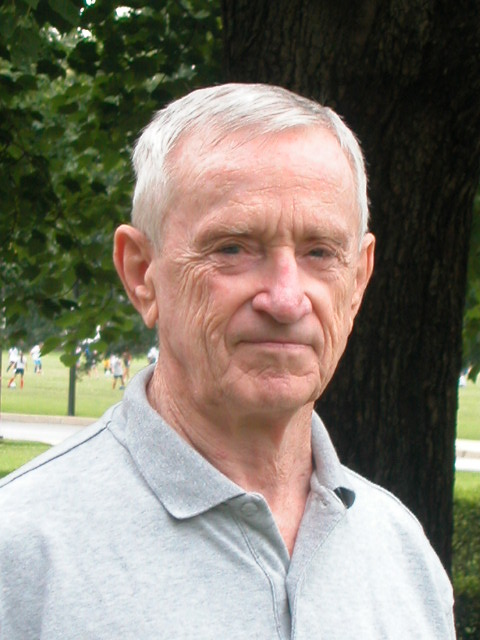
Robert L. Park, auteur de Voodoo Science.

Décidé à prouver scientifiquement cet « effet Maharishi », Hagelin dirige durant juin 1993 un projet impliquant plus de 5 000 méditants du monde entier se réunissent pendant deux semaines à Washington D.C. afin de tenter de faire baisser la criminalité par leur technique de méditation. Robert L. Park (en) rapporte en 2002 que le taux de criminalité grimpa cet été pour atteindre des niveaux jamais connus ni égalés depuis. Au terme de cette expérience à 6 millions de dollars, Hagelin rapporte aux participants que le nombre de meurtres a augmenté, ce qu'il attribue à « des températures inhabituellement élevées », mais que le nombre de « crimes brutaux » avait diminué. Il publie un an plus tard ses résultats, cas d'école de « distorsion des données », et dont les réviseurs étaient tous membres du mouvement de Méditation transcendantale. Ces mêmes résultats valent à Hagelin un Prix Ig Nobel de la paix en 1994, parodie du prix Nobel, pour avoir conclu « de manière expérimentale que 4 000 méditants entraînés avaient permis une diminution de 18 % de la criminalité violente à Washington D.C. ».

### Engagement politique
John Hagelin a été le candidat du Parti de la loi naturelle américain dans la campagne des élections présidentielles de 1992, 1996 et 2000. En 1996, il fut l'un des cinq candidats qui présentait suffisamment de votes pour prétendre remporter l'élection dans le collège électoral (un corps d'électeurs choisis pour élire le président et le vice-président des États-Unis,).
En raison de leurs résultats, John Hagelin, H. Ross Perot et le candidat Harry Browne, ont cherché à participer aux débats nationaux télévisés présidentiels. Toutefois, la Commission sur les débats présidentiels, une organisation privée à but non lucratif formé par les Comités nationaux démocrate et républicain, conclut que ni Hagelin, ni Perot, ni Browne n’avaient de réelle chance de remporter l'élection, et a exclu les trois candidats des débats. Hagelin remporta 113 667 voix dans cette élection nationale, soit environ 0,12 %. 
Interrogé en 2012 par la journaliste Lilou Macé sur sa motivation à s'investir dans le Parti de la loi naturelle, Hagelin répondait : « l'idée était de commencer à injecter dans le dialogue, de nouvelles idées importantes. Tout, des énergies renouvelables à la médecine préventive, la promotion de la santé pour la prévention de la maladie, à l'éducation qui développe ce potentiel total du cerveau ! Ce sont des idées importantes qui vont de plus en plus remodeler la société et ce fut pour moi la raison d'entrer dans la politique, non pas pour être élu ; les petits partis ne gagnent jamais mais sont responsables des changements les plus importants. Aux États-Unis, des choses comme le droit de vote des femmes, l'abolition de l'esclavage, les lois sur le travail des enfants et tout ce qui est important sont venues des voix des tiers partis, et finalement, elles font leur chemin à l'intérieur du courant dominant, elles sont absorbées par les deux partis monolithiques, donc, c'est la raison d'existence politique des tiers partis aux États-Unis, aussi impossible que la tâche puisse paraître ! ».
John Hagelin a été nommé « Raja de l'Amérique Invincible » le 19 novembre 2007 par Maharishi Mahesh Yogi.